# Elektrochemisches Mikrofräsen
Als elektrochemisches Mikrofräsen (ECF) wird ein 3D- und 2D-Mikrobearbeitungsverfahren für Metalle bezeichnet. Dem Verfahren liegt das gleiche elektrochemische Abtragsprinzip zugrunde wie den bereits bekannten elektrochemischen Abtragsverfahren wie zum Beispiel dem Elektrochemischen Abtragen (ECM), der präzisen elektrochemischen Metallbearbeitung PEM/PECM und dem Elektropolieren. Beim ECF handelt es sich um ein Werkzeug-verschleißfreies, berührungsloses, gratfreies sowie thermisch stressfreies Mikrobearbeitungsverfahren.

## Verfahren
Das elektrochemische Mikrofräsen (ECF) nutzt, wie bereits etablierte ECM-Verfahren auch, die Eigenschaft metallischer Werkstoffe, durch Anlegen einer Spannung zwischen Werkzeug- und Werkstückelektrode in einem geeigneten Elektrolyten in Lösung zu gehen. Bei klassischen ECM-Verfahren (Electro-Chemical Machining) stellt sich die Geschwindigkeit, mit der das Metall lokal in Lösung geht, abhängig von der Stromdichteverteilung im Elektrolyten ein. Letztere hängt jedoch stark von der Geometrie der Werkzeugelektrode ab, so dass sich letztlich kein homogener Spalt über die Geometrie einstellt. Dadurch ergeben sich konturabhängige Abformfehler, welche die Fertigung präziser Teile erschweren.
Um den Arbeitsspalt generell zu verringern können gepulste ECM-Verfahren eingesetzt werden (PECM/PEM), bei denen die Pausen zwischen den Strompulsen meist in Verbindung mit oszillierenden Werkzeugbewegungen für Kühl- und Spülzwecke genutzt werden, um die Spaltkontamination zu verringern. Damit lassen sich die Arbeitsspalte auf rund 10 µm verringern.
Da der Arbeitsspalt bei angepassten Elektrolytsystemen nahezu linear von der Pulsweite abhängt, werden beim elektrochemischen Fräsen (ECF) ultrakurze Spannungsimpulse verwendet. Auf diese Weise kann der Arbeitsspalt besonders klein voreingestellt werden. Die elektrochemische Reaktionsrate und damit der Arbeitsabstand können durch eine gezielte Umladung der sogenannten elektrochemischen Doppelschicht direkt gesteuert werden.
Diese Doppelschicht bildet sich sofort beim Eintauchen metallischer Körper in einen Elektrolyten an dessen Phasengrenze aus und kann vereinfacht als ein Kondensator mit einem Plattenabstand in der Größenordnung weniger Nanometer betrachtet werden. In einem Ersatzmodell kann dies durch ein RC-Glied dargestellt werden. Während der spezifische Widerstand und die spezifische Kapazität nahezu konstant sind, geht nur der Arbeitsabstand als Veränderliche in die Zeitkonstante ein. Das bedeutet, dass beim Anlegen ultrakurzer Spannungsimpulse nur die Bereiche schnell genug umgeladen werden, bei denen der Arbeitsabstand klein genug ist. Die lokale scharfe Begrenzung des Abtrags wird außerdem durch die exponentielle Abhängigkeit der Reaktionsrate von der Umladespannung der Doppelschicht begünstigt.
Die Werkzeuge und die Werkzeugbewegung ähneln stark denen der mechanischen Fräsbearbeitung. Aufgrund des kräftefreien und werkzeugverschleißfreien Werkstoffabtrags kommen meist stabförmige Mikrowerkzeuge aus Wolfram zum Einsatz. Die Bearbeitung komplexer Strukturen erfolgt durch das sequentielle Abtragen entlang eines definierten Werkzeugpfades. Da sich nahezu alle Werkzeugtypen wie Radienfräser, Kugelfräser, Schaftfräser oder Gravierstichel auch für das ECF-Verfahren in kleinsten Dimensionen nachbilden lassen, können auch komplexere Strukturen in harten Werkstoffen hergestellt werden.
In diesem Verfahren erfordert nahezu jeder Werkstoff einen angepassten Elektrolyten. Bearbeitet werden können CrNi-Stähle, einige Werkzeugstähle sowie Reinmetalle wie Kupfer, Nickel, Gold oder Wolfram. Die Bearbeitungsfläche des Werkzeugs wird durch die Pulsleistung eingeschränkt, daher eignet sich dieses Verfahren nicht zum Bearbeiten großflächiger Werkstücke. Typische Werkzeugdurchmesser bewegen sich zwischen 2 µm und 500 µm, die Zustellgeschwindigkeit beträgt etwa 1 µm/s. Mit dem Verfahren können Mikrobohrungen, Nuten oder Stege, wie sie bei Verdüsungssystemen, Steckverbindungen oder medizintechnischen Bauelementen benötigt werden, hergestellt oder nachbearbeitet werden.
Das ECF-Verfahren wurde von Rolf Schuster und Viola Kirchner unter der Leitung von Gerhard Ertl am Fritz-Haber-Institut der Max-Planck-Gesellschaft entwickelt und im Jahr 2000 erstmals publiziert.